# Щитовий збір
Щитовий збір (скута́гій; англ. scutage; лат. scutagium від лат. scutum — «щит») — вид грошового збору у середньовічній Англії, що стягувався з утримувачів лицарських ленів замість їхньої особистої служби в армії короля. Первинно мав характер феодальної повинності, згодом трансформувався на податок на земельні володіння лицарів, що збирався відносно регулярно. Різке підвищення ставки щитового збору у період правління Іоанна Безземельного стало однією з причин повстання баронів проти короля, що завершилось підписанням «Великої хартії вольностей». Попри те, що хартія заборонила довільне стягування монархом щитових грошей, цей вид податку зберігався в Англії до початку XIV століття.

## Походження
Класична васально-ленна система, введена в Англії Вільгельмом Завойовником, передбачала надання королем земельних володінь феодалам за умови їх військової служби на користь монарха. Однак досить рано труднощі у збиранні феодального ополчення призвели до виникнення практики комутації лицарської служби, яка вимагалась з лену, у грошову ренту. Ця рента отримала назву «щитових грошей». Вже за часів Генріха I значна частина земель передавалась в утримання саме за умови сплати певної грошової суми замість особистої участі лицаря у війську короля. Першими на сплату щитового збору перейшли церковні володіння, і перший вірогідно відомий збір цього платежу 1156 року стосувався винятково земель церкви. Згодом практика заміни військової служби щитовими грошима поширилась і на світські лицарські утримання. Цьому також сприяли процеси субінфеодалізації та подрібнення земель феодалів, в результаті яких багато манорів виявились недостатньо прибутковими для підтримання у боєздатності навіть одного лицаря. У XII столітті з'явились лени, з яких їх утримувач був зобов'язаний надати половину, третину, десяту чи навіть соту частину грошової суми, яка заміняла особисту участь лицаря. Виконання цього обов'язку забезпечувалось сплатою відповідної долі суми щитових грошей.

## Еволюція
Звичайна ставка щитового збору не перевищувала одного фунту стерлінгів (дві марки) з лену, зобов'язаного до виставлення одного лицаря. Однак законодавчо розміри не було фіксовано, що дозволяло королям досить довільно встановлювати ставки щитових грошей. Кошти, що надходили від цього збору, направлялись на фінансування найму професійних військових, оплати феодального ополчення, у разі його перебування у боєготовності понад встановлені терміни, а також на інші цілі на розсуд короля. За правління Річарда I Левове Серце англійська армія практично безперервно вела війни у Франції, що вимагало величезних затрат, оскільки, відповідно до звичаю, лицарі могли перебувати у королівському війську без оплати не більше 40 днів у період миру й двох місяців у період війни. Вже у 1196 році король вперше запропонував баронам Англії сплатити разовий щитовий збір в обмін за звільнення їх від військового обов'язку. Відносна регулярність стягнення щитових грошей на початку XIII століття фактично перетворила цей платіж на різновид податку, яким обкладались земельні утримання лицарів та баронів, аналогічного тальї, що стягувалась королями з міст і віланів. Для виконання свого обов'язку зі сплати щитових грошей барони часто вдавались до стягнення відповідної грошової «допомоги» зі своїх васалів та селян.
У період правління Іоанна Безземельного ставка щитового збору різко зросла: король почав стягувати 2,5 — 3 марки з лицарського лену. Окрім того, збирання податку стало здійснюватись практично щороку. Це спричинило різке обурення англійських баронів і лицарів, що вилилось у масові виступи проти короля й затвердження у 1215 році «Великої хартії вольностей». Однією зі статей хартії королю заборонялось стягувати щитовий збір та інші податки без згоди баронів та лицарів королівства. Однак вже у новій редакції хартії 1217 року це положення було замінено зобов'язанням короля не перевищувати ставку щитового збору, яка існувала за Генріха II. Фактично, однак, до кінця XIII століття щитові гроші стягувались королями в розмірі трьох марок з лицарського лену, але кожен такий збір схвалювався зібранням баронів держави. За Едуарда I ставка податку у два фунти застосовувалась виключно до земельних утримань лицарів, тоді як сума внеску з володінь баронів узгоджувалась з королем. У XIV столітті значення щитових грошей для наповнення королівської казни значно знизилось, а у 1340 році Едуард III відмовився від права монарха одноосібно визначати розмір податків, перейшовши до системи субсидій, які вотував англійський парламент.